# 德大寺實堅
德大寺實堅（1791年1月10日—1858年12月15日），是江戶時代後期的公卿；也是藤原北家閑院流的德大寺家當主。

## 生涯
德大寺實堅在寬政二年（1791年）出生，是父母鷹司輔平和山形氏的次子，後過繼給德大寺公迪作養子。享和二年（1802年）敘從五位下，歷任侍從、右近衛少將與右近衛中將，在文化三年（1806年）昇敘從三位，位列公卿。
他深得仁孝天皇信任，曾向天皇提議設立以朝廷貴族為對象的教育機關學習所（今學習院大學）獲接納，後擔任武家傳奏負責和幕府交涉。嘉永元年（1848年）任內大臣及右近衛大將，次年（1849年）升敘從一位，到安政五年（1858年）逝世，享年67歲。
歌人香川景樹曾出仕德大寺家，德大寺實堅曾跟他學習和歌。